# ブリテール
ブリテール（Brit Air）はフランスのモルレーに存在していたコミューター航空会社。エールフランスとのフランチャイズによりフランス国内外に定期便を運航していた。メインハブ空港はモルレーのプロージーン空港で、準ハブ空港はパリのシャルル・ド・ゴール国際空港とオルリー空港、リヨンのサン＝テグジュペリ国際空港であった。

なお似た名前の航空会社にイギリスの英国航空（British Airways）があるが、関係はない。

## 歴史
ブリテールは1973年に設立され、1975年から営業をはじめた。西フランスからのビジネス利用客を狙い、1979年にはロンドンのガドウィック空港にも就航している（現在ロンドンからは撤退）。1995年にエールフランス・ヨーロッパとのフランチャイズ契約をむすび、2000年10月にはエールフランスの完全子会社になった。従業員数は約1300人。2013年3月にエールフランスを親会社とするコミューター航空会社オップ!に統合された。

## 就航都市
- フランス
  - パリ（シャルル・ド・ゴール/オルリー）
  - リヨン
  - マルセイユ
  - ニース
  - モンペリエ
  - ストラスブール
  - トゥールーズ
  - ブレスト
  - リモージュ
  - ナント
  - レンヌ
  - カーン
  - ロリアン
  - ロデーズ
  - カンペール
  - ルルド
  - ラニオン
- ドイツ
  - ミュンヘン
  - フランクフルト
  - デュッセルドルフ
- イタリア
  - ローマ
  - フィレンツェ
  - ジェノヴァ
  - トリエステ
- デンマーク
  - コペンハーゲン
- スペイン
  - マドリード
  - バルセロナ
  - ビルバオ
- イギリス
  - バーミンガム
  - ニューカッスル
  - サウザンプトン

## 保有機材
- ボンバルディアCRJ-100ER　15機
- ボンバルディアCRJ-700　15機
- フォッカー100　13機
- ボンバルディアCRJ-1000　8機（注文中）

2008年8月現在の機体平均年齢は9年10ヶ月。

## 事故
2003年6月22日、ナント発ブレスト行のブリテール5672便がブレスト・ブルターニュ空港に着陸する際に滑走路の3.7km手前で墜落し、機長が死亡した。